# 柄袋沙蠋
柄袋沙蠋是環節動物門多毛綱沙蠋科沙蠋屬之下的一個物種，由Nonato發現於1958年
。